# Plectris goetzi
Plectris goetzi är en skalbaggsart som beskrevs av Frey 1967. Plectris goetzi ingår i släktet Plectris och familjen Melolonthidae. Inga underarter finns listade i Catalogue of Life.